# Елдей

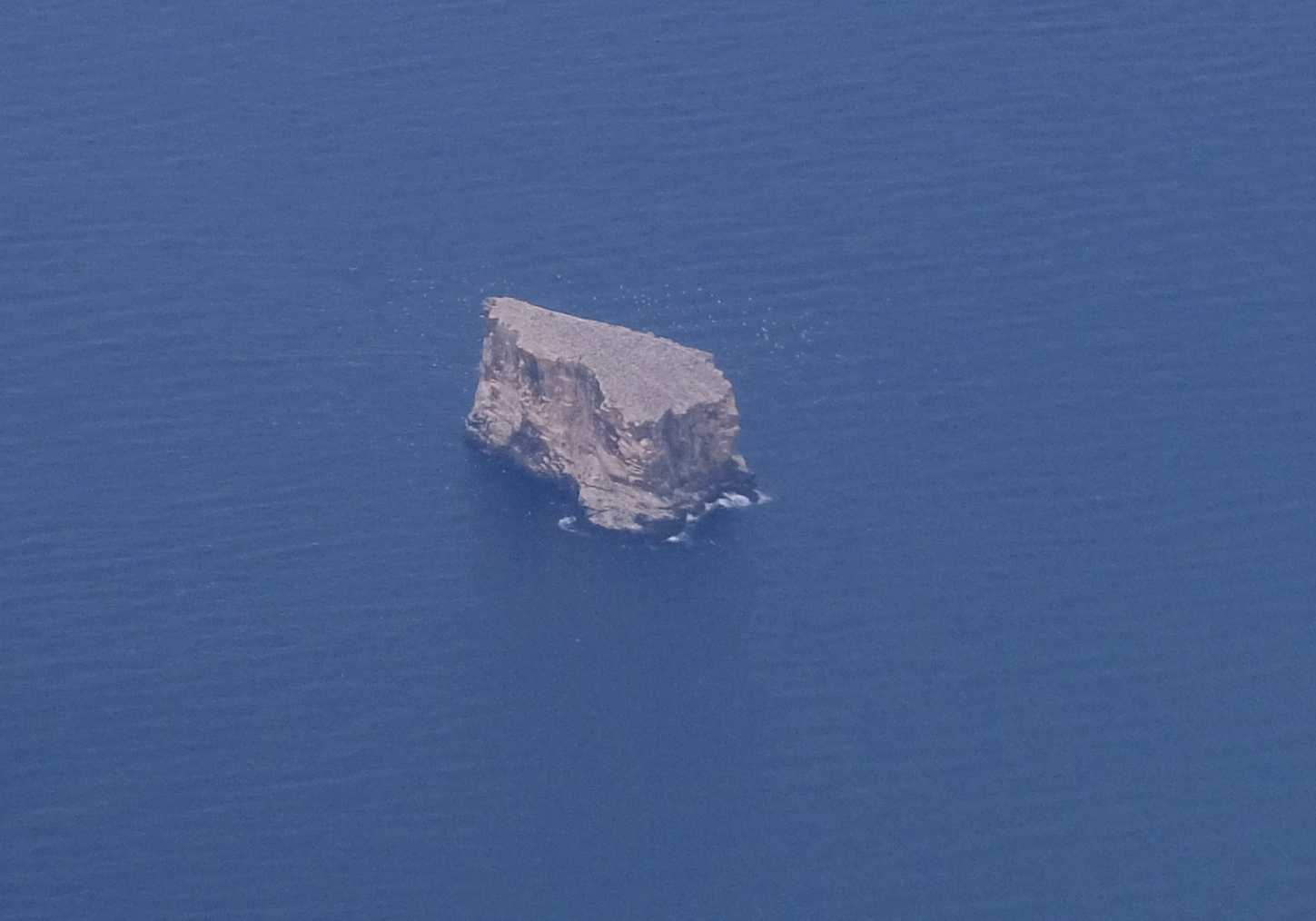
Аерофотознімок

Статуя гагарки великої поблизу Рейк'янеса

Елдей (ісл. вимова: [ˈɛltˌeiː]) — невеликий острів близько 16 км біля узбережжя півострова Рейк'янес на південному заході Ісландії. Острів Елдей, розташований на захід-південний захід від Рейк'явіка, займає площу близько 3 гектара і піднімається на висоту до 77 метрів. На його крутих скелях живе велика кількість птахів, зокрема й одна з найбільших північних колоній сул атлантичних у світі, що налічує близько 16 000 пар. Цю колонію тепер можна спостерігати в прямому ефірі через дві вебкамери, які розташовані на вершині острова.

## Останні з гагарок великих
Раніше острів підтримував останню популяцію нелітаючого виду гагарки великі після того, як птахи перепливли туди з Гірфугласкера після виверження вулкана в 1830 році. Коли колонію було знайдено в 1835 році, було нараховано майже п'ятдесят птахів. Музеї, бажаючи шкіри гагарок для збереження та демонстрації, швидко почали збирати птахів з колонії. Остання пара, знайдена в гнізді, була вбита там у червні 1844 року, коли ісландські моряки Йон Брандссон і Сігурдур Шлейфссон задушили дорослих, і Кетіль Кетільссон випадково розбив останнє яйце виду під час боротьби.

## У літературі
- Елдей і доля гагарок великих згадуються у «дітях вод», "Казці для сухопутної дитини " Чарльза Кінгслі.
- Елдей детально описаний у "Шостому вимиранні: неприродна історія " Елізабети Колберт.
- Гагарка велика, роман Аллана В. Еккерта, c. 1963, Бібліотека Конгресу, № 63-18215